# E. C. Dahls

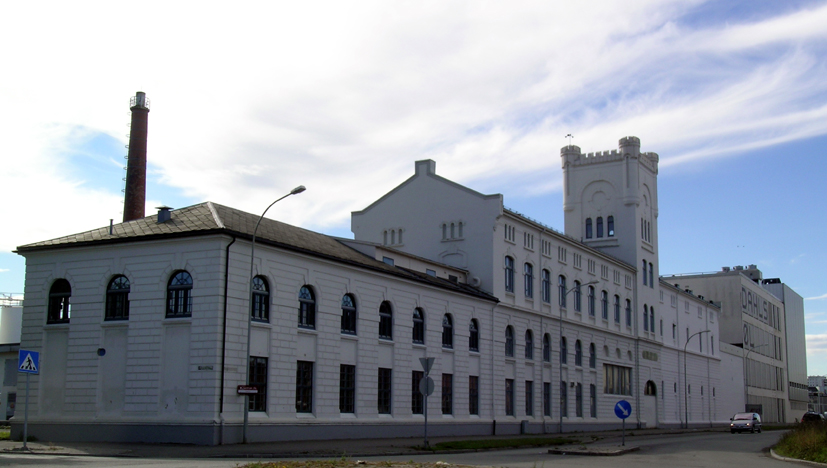
L'usine E. C. Dahls à Trondheim.

E. C. Dahls est une entreprise norvégienne, fabriquant de la bière et des sodas. Elle est basée à Trondheim.

## Histoire
L'entreprise est fondée en 1856 par Erich Christian Dahl (1814-1882), fils d'un commerçant et entrepreneur de la ville. Il produit d'abord de la Bayerøl, une bière de type munichois qui rencontre rapidement un grand succès à Trondheim. Elle sera ensuite remplacée par la Dahls, une bière de type pilsener.
Au début du XXe siècle, la brasserie E. C. Dahls commence à produire des sodas. En 1966, elle est fusionnée avec deux concurrentes, Trondhjems Aktiebryggeri (fondée en 1899) et Trondhjems Bryggeri (fondée en 1819). L'entreprise est ensuite achetée par Ringnes, qui fait elle-même partie du groupe Carlsberg,.